# نشانگان خودتنهاانگاری
نشانگان خودتنهاانگاری (به انگلیسی: Solipsism syndrome) به وضعی روان‌شناختی گفته می‌شود که در آن یک شخص حس می‌کند که واقعیت نسبت به ذهن او خارجی نیست. دوره‌های گسترده انزوا ممکن است مردم را به این حال مستعد کند. به‌طور خاص، این نشانگان به عنوان نگرانی بالقوه برای افرادی که برای دروه‌های گسترده‌ای از انزوا در فضای بیرون زمین زندگی می‌کنند، تشخیص داده شده است.